# Anjosvarden
Anjosvarden är ett naturreservat på 2 604 hektar i Mora kommun. Reservatets högsta topp Andljusvarden når 764 meter över havet och är en så kallad vard. Ytterligare 2 varder finns i reservatet - Gäddtjärnsvarden, cirka 745 meter över havet och Fisklösvarden, cirka 735 meter över havet. Toppen Andljusvarden är utsatt på Terrängkartan Älvho 15E SV. 

## Skogen
Skogarna i reservatet består av gles och mager barrblandskog av naturskogskaraktär. Vid sekelskiftet 1900 gjordes dimensionsavverkningar där endast de grövre träden togs ner. I områdets nordligaste del genomfördes kalavverkning och gallring under 1950-talet. Andra delar av reservatet är dock helt opåverkade av skogsbruk. På Andljusvardens nordsluttning finns ett mindre område med fjällbjörk.

## Myrar
Stora artfattiga myrar breder ut sig mellan varderna och där har man observerat fåglar som brushane och myrsnäppa. I reservatet finns även kungsörn, tornfalk och fjällvråk. Lodjur, björn och mård trivs i det vidsträckta och ostörda området som även omfattar angränsande reservat som Våmhuskölen, Norra Mora vildmark och Stopån.

## Övrigt
Tre sjöar ligger helt eller delvis i reservatet: Fisklösen, Andljusen och Stor-Gäddtjärnen.
Från Dyverdalen söder om reservatet går en 3,5 km lång vandringsled till toppen av Andljusvarden.

## Vyer från vandringsleden

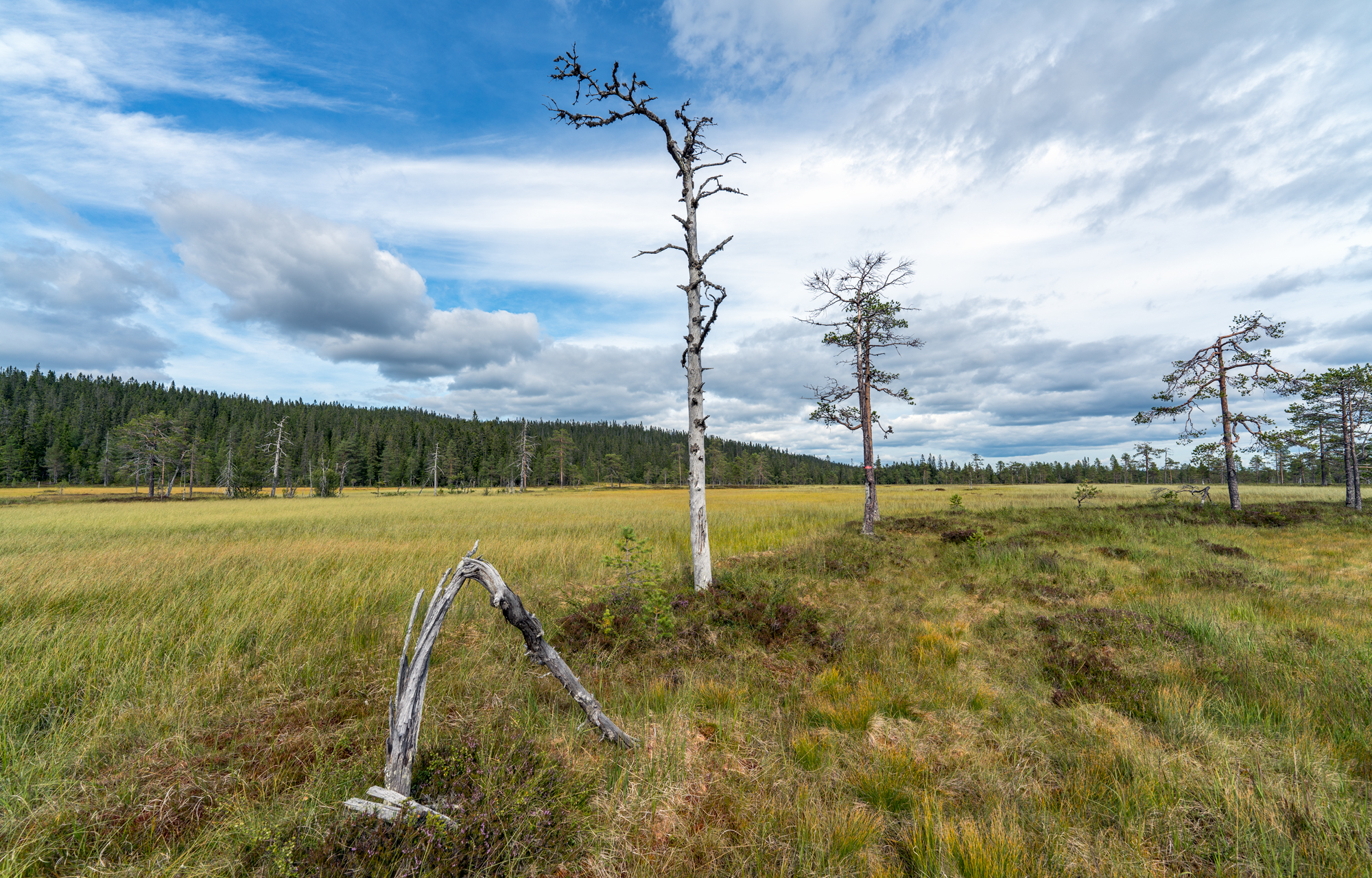
Vandringsleden passerar några myrar.
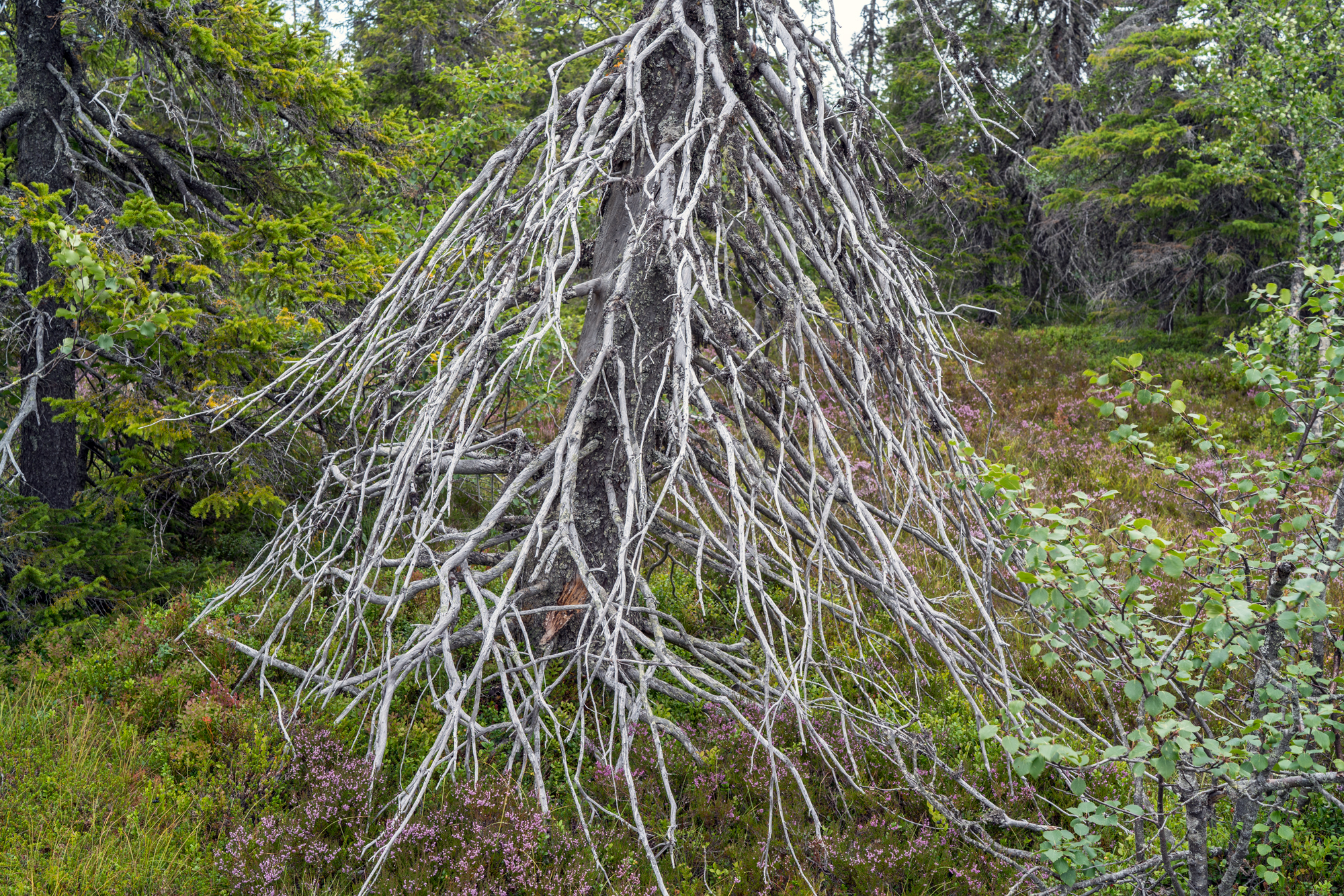
Torraka av en "kjolgran".
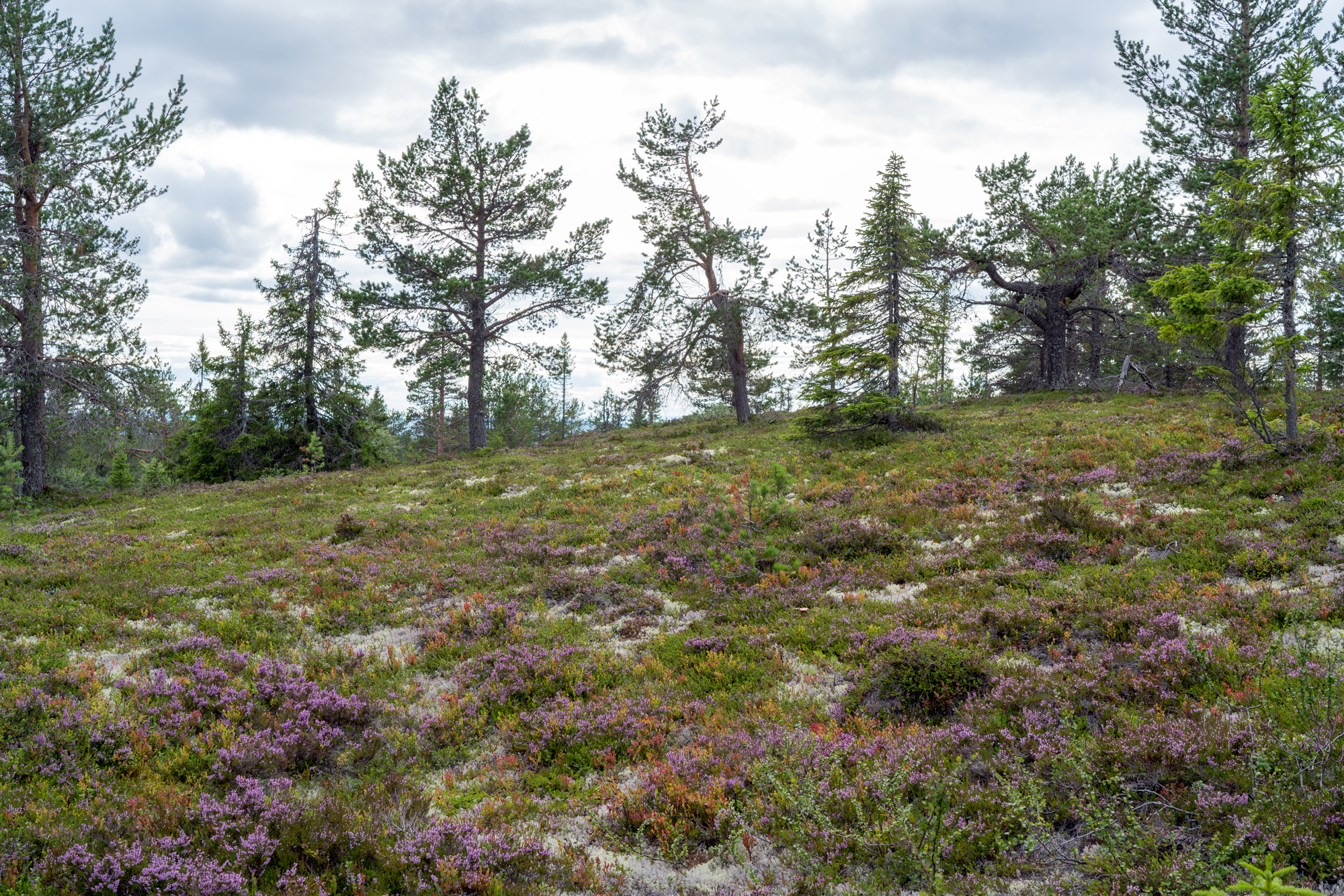
Sista backen upp mot toppen av Andljusvarden.
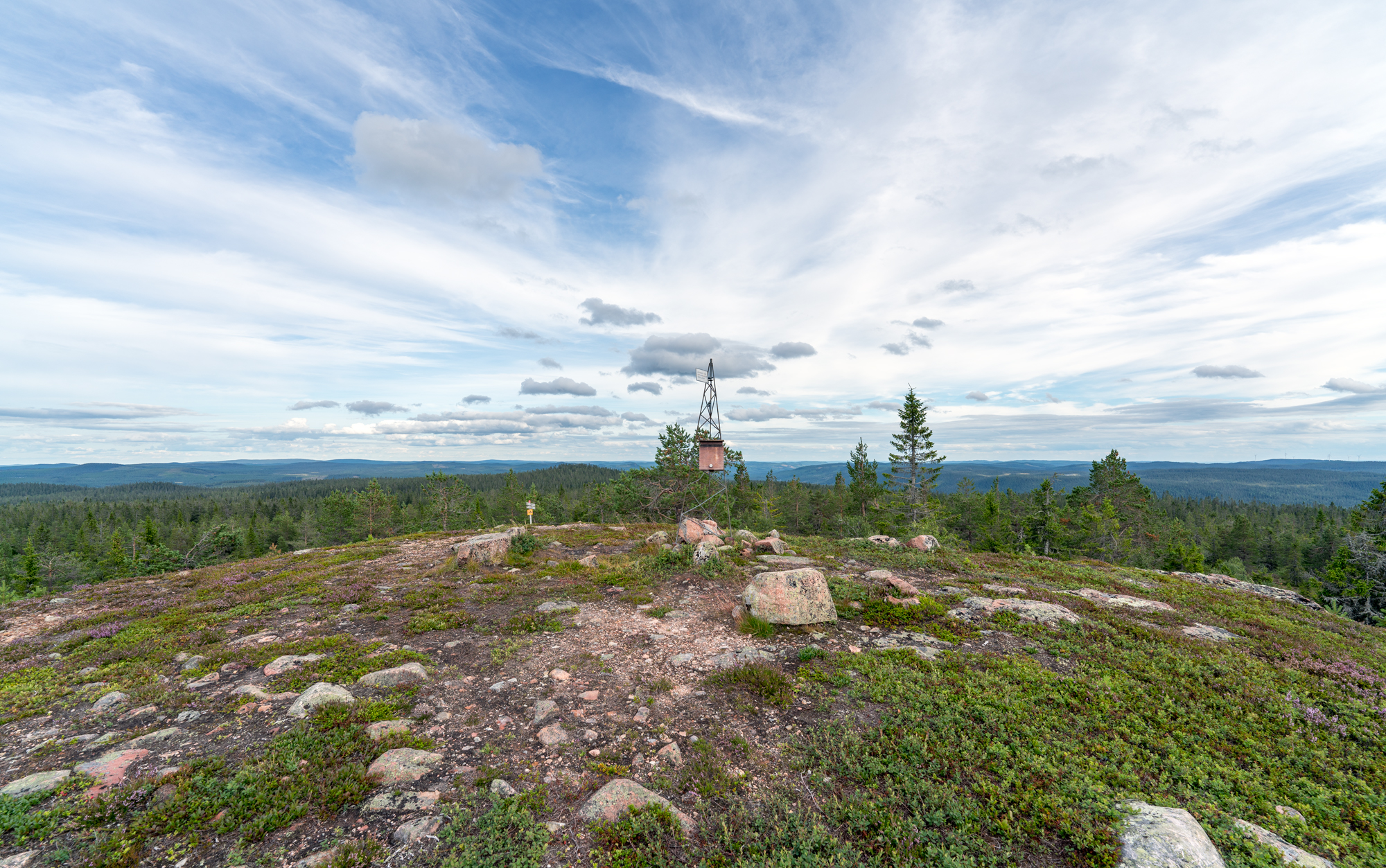
Andljusvardens topp ligger 764 m ö.h.
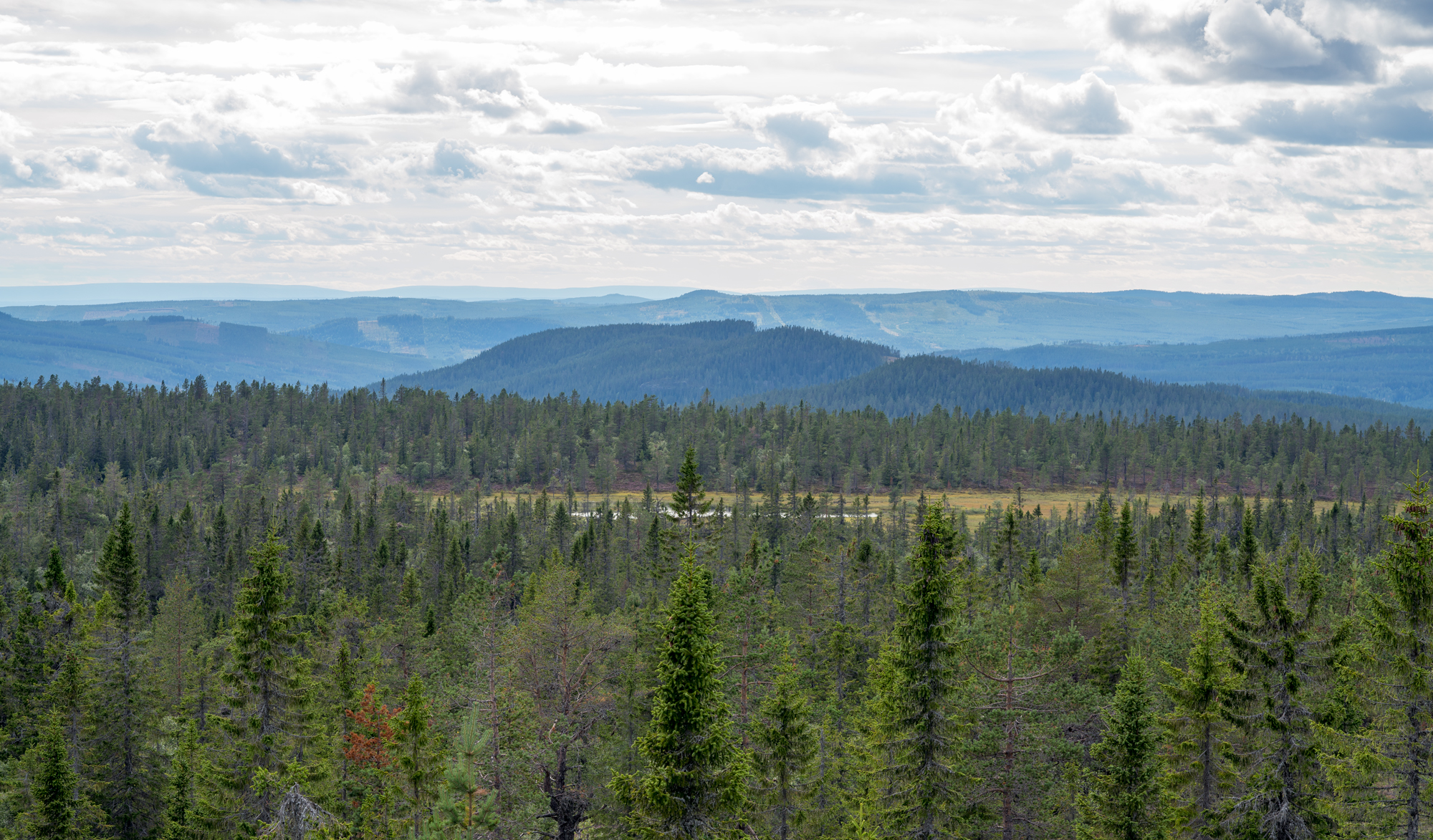
Vy mot Gyrisberget i VSV.
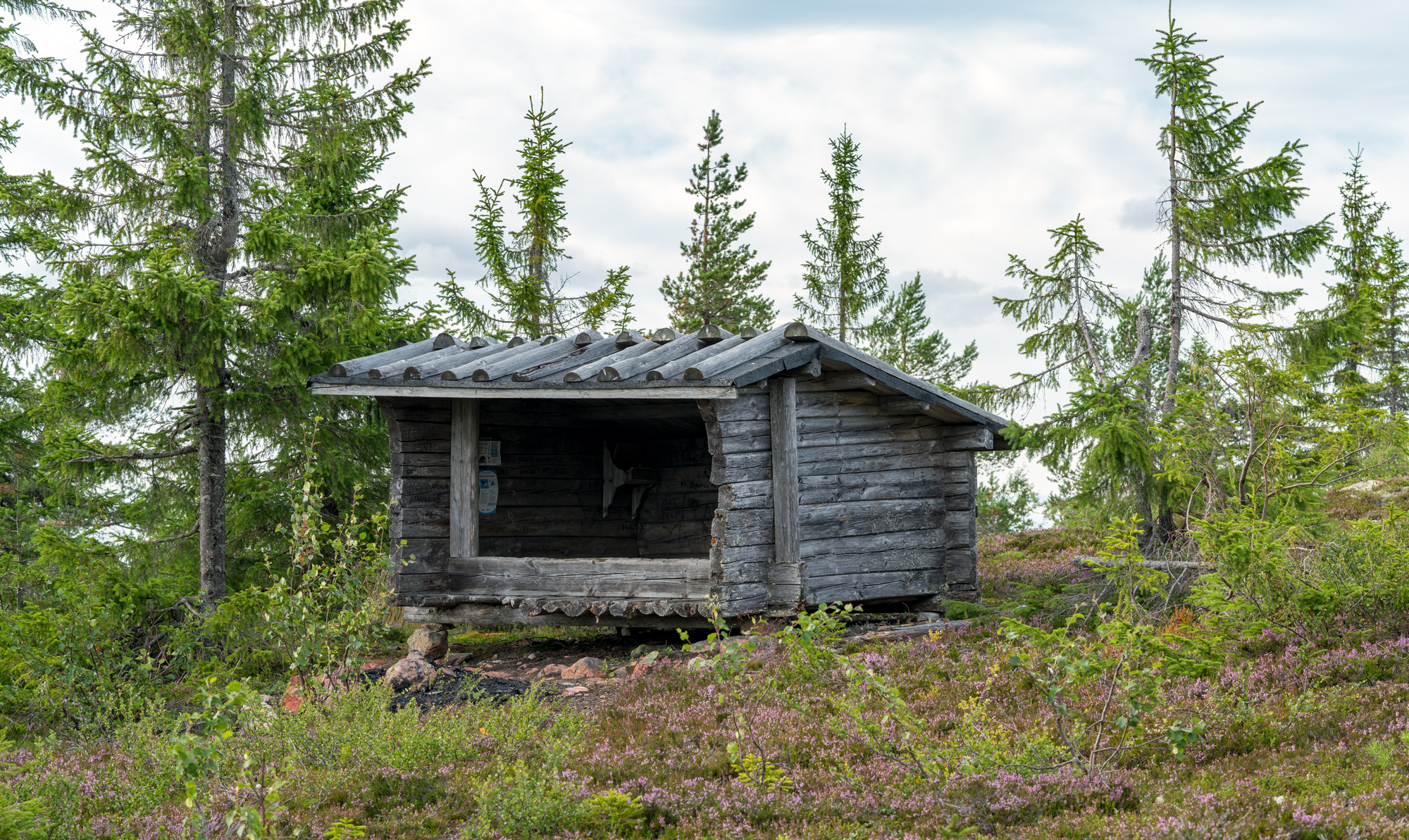
Vindskydd (slogbod) på Andljusvardens norra något lägre topp.